# マルバハギ
マルバハギ（丸葉萩、学名: Lespedeza cyrtobotrya）はマメ科ハギ属の落葉低木。別名、ミヤマハギ（深山萩）ともよばれる。中国名は、短梗胡枝子。各地に広く分布するハギで、総状花序がその基部の葉よりも短い特徴がある。

## 分布・生育地
日本の本州（主に岩手県沿岸部以南）・四国、九州、および朝鮮半島、中国の暖帯に分布する。山野の日当たりのよい場所によく生え、林縁などにも見られる。定期的な火入れなどを行って維持されているススキ草原の代表的な植物のひとつである。

## 形態・生態
落葉広葉樹の半低木。よく分枝して、高さは1.5 - 3メートル (m) になる。枝はよく伸びて開出し、垂れ下がることがある。葉は互生して、3出複葉で小葉は長さ2 - 4センチメートル (cm) の楕円形で先端が少しへこむ。葉表は無毛で、葉裏には圧毛がある。茎の上部につく葉は葉柄が長い。秋になると葉の表面は無毛になり、葉の下面にはハギと同様に短い伏した毛が密生する。
花期は晩夏から秋にかけて（8 - 10月）。葉のつけ根から葉より短い総状花序を出して、紫紅色の蝶形花を密につける。萼は5裂し、萼片の先は針状に鋭く尖り、萼筒よりも長い。萼片の脈は1脈。
果実は豆果で、長さ6 - 7ミリメートル (mm) の偏平。果実の種子数は1個。種子は横卵形、まれに横楕円形で長さ2.4 mm、幅3 mm、厚さ1.5 mmほどある。楕円形のへそは腹面の中心からややずれてつく。種皮は光沢がなく平滑で、汚緑色地に黒褐色の斑紋がある。
茎の毛が立つ品種（変種）はカワチハギ（学名: Lespedeza cyrtobotrya f. kawachiana、シノニム: ver. kawachiana）とよばれる。

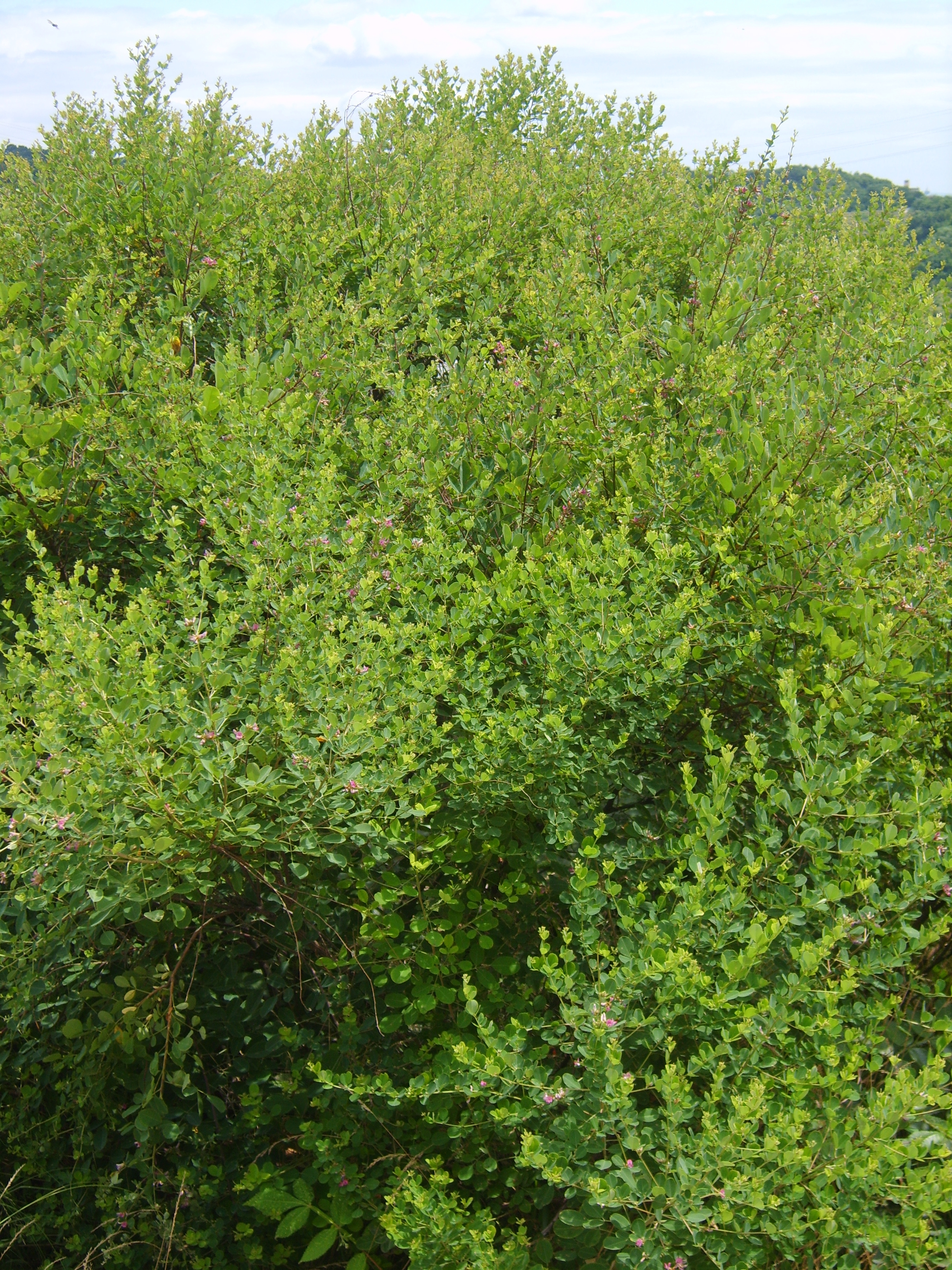
地上部
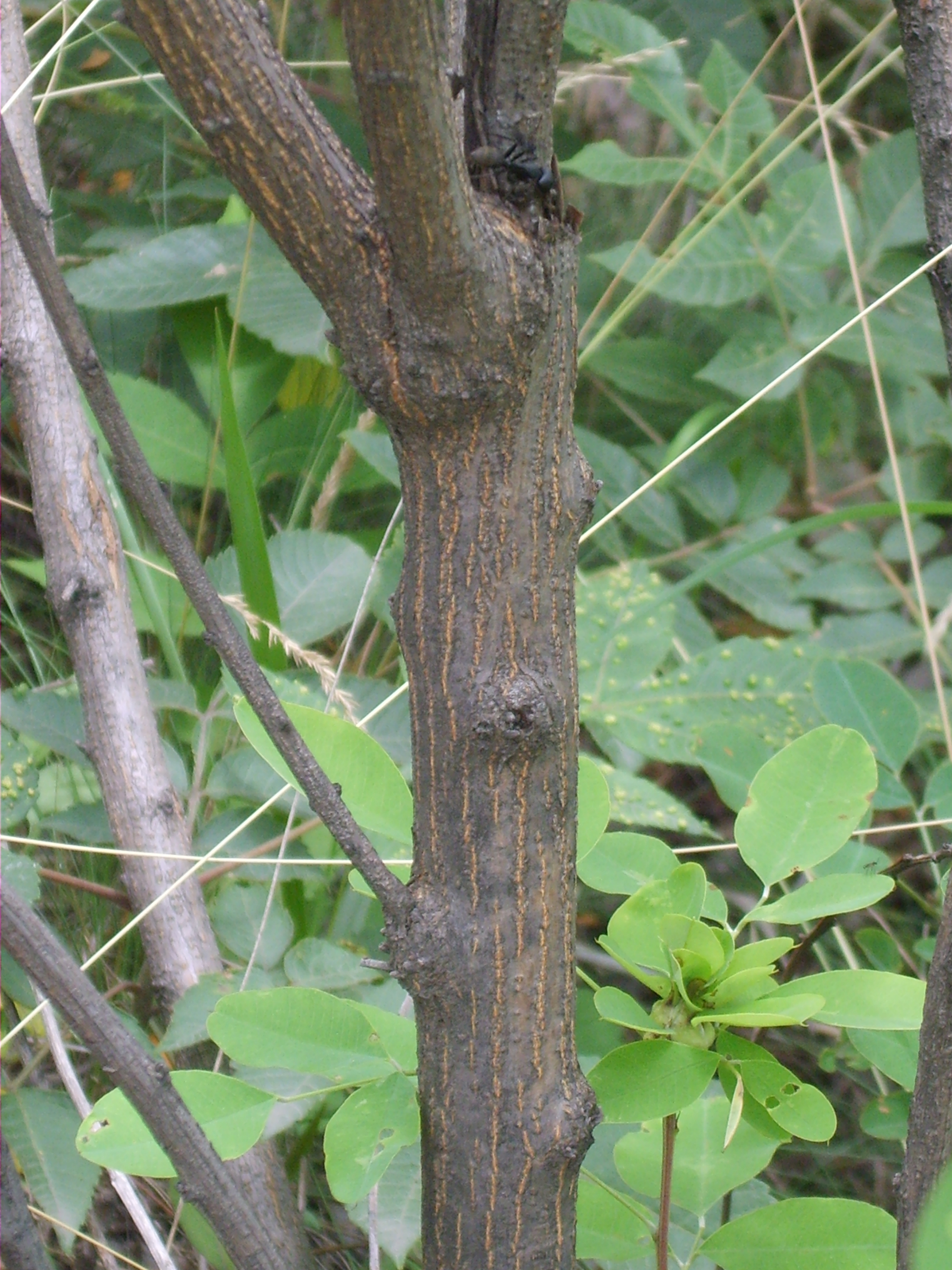
茎
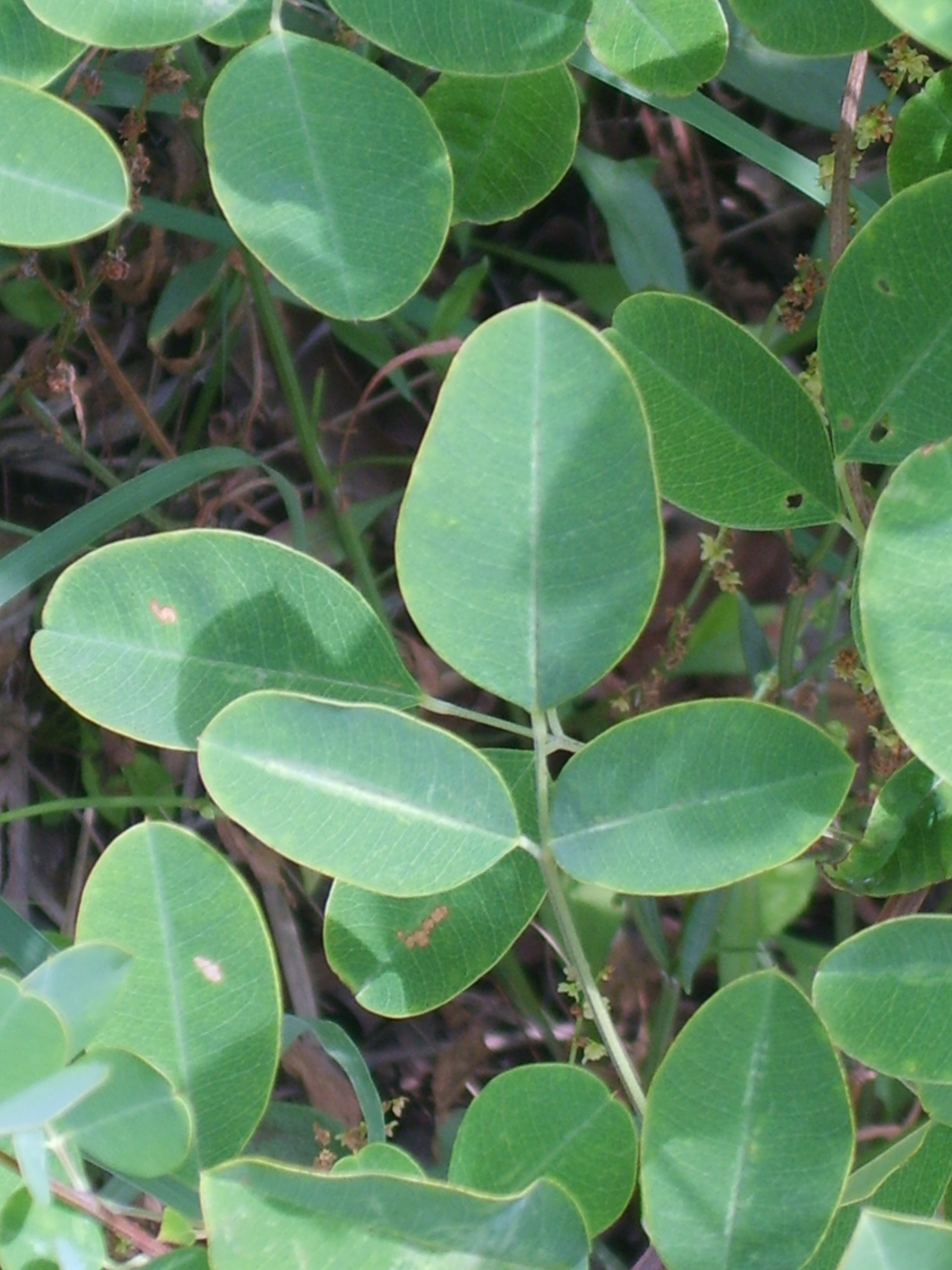
葉
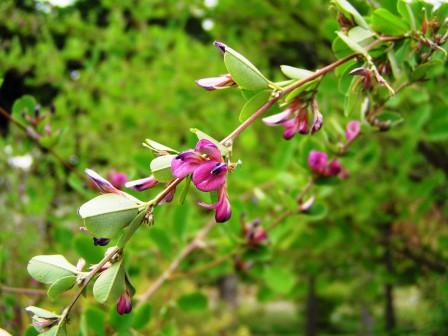
花期の小枝
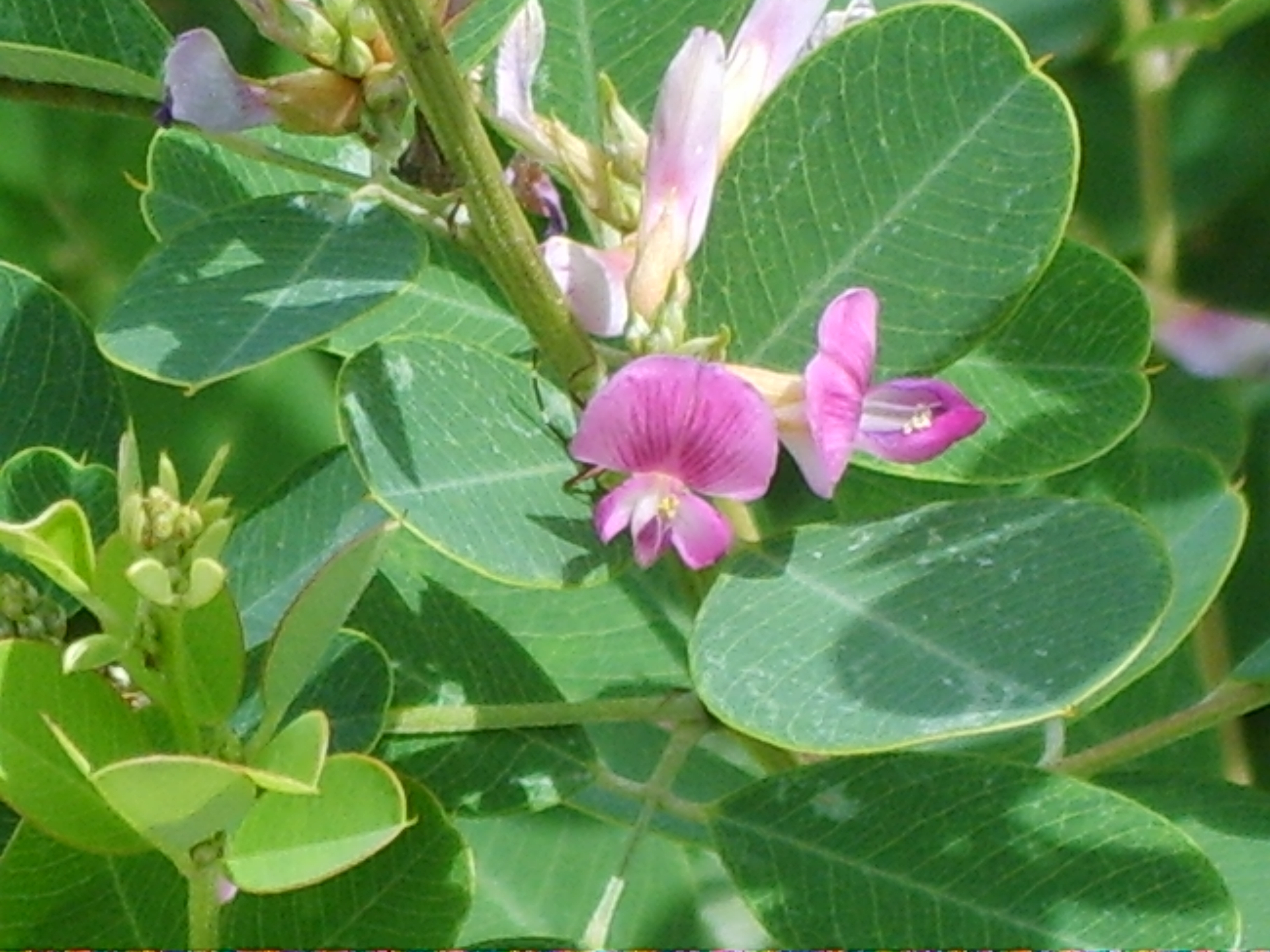
花は蝶形花